# KNVB Beker 1980/81

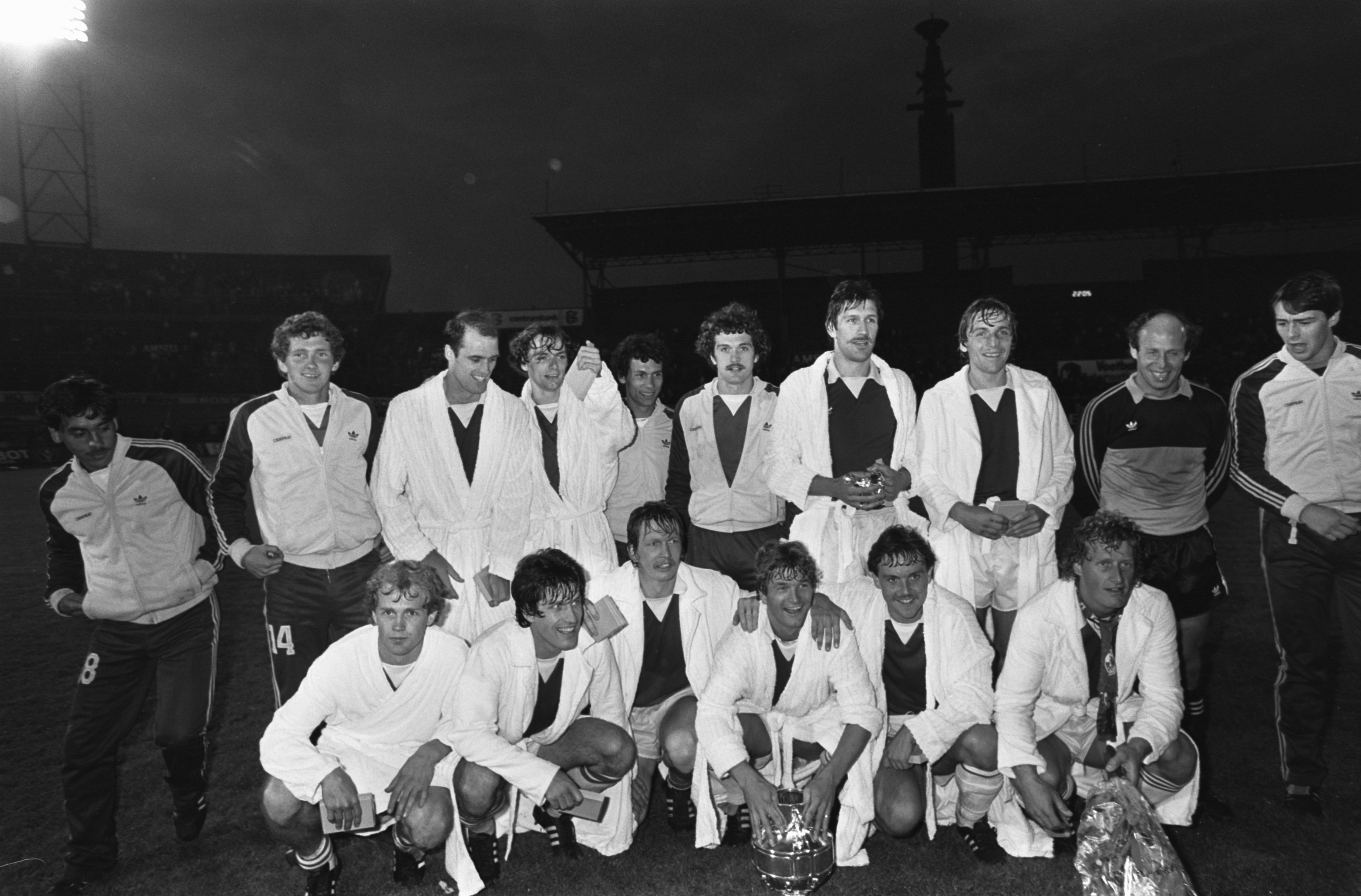
28-5-1981. KNVB Bekerfinale 1980/81 AZ'67 – Ajax 3-1. Deel van de AZ-selectie na afloop met op de voorgrond de beker. Staand: Ronald Weijsters, Chris van den Dungen, John Metgod, Richard van der Meer, Ricky Talan, Fred Filippo, Ronald Spelbos, Kristen Nygaard, Eddy Treijtel, Hans de Koning. Zittend: Hans Reijnders, Peter Arntz, Jos Jonker, Jan Peters, Pier Tol, Kees Kist.

De 63ste editie van de KNVB Beker kende AZ'67 als winnaar. Het was de tweede keer dat de club de beker in ontvangst nam, nadat drie jaar eerder in het seizoen 1977/78 ook de bekerfinale tegen Ajax in Amsterdam werd gespeeld. Opnieuw won AZ'67 in het hol van de leeuw. In het seizoen 1980/81 werd AZ'67 ook landskampioen, het pakte met uitgekiend spel de dubbel.

## Eerste ronde
| Datum            | Wedstrijd                    | Uitslag                    | Scoreverloop |
| ---------------- | ---------------------------- | -------------------------- | --- |
| 6 september 1980 | FC Amsterdam – Arnemuiden    | 8 – 1 (2 – 0)              | 31' Hans Bouwmeester 1-0, 42' Cor Swerissen (pen) 2-0, 47' Gaby Martinez 3-0, 58' Wim Jansen 4-0, 70' Rob Ouderland 5-0, 74' Siegfried Roosblad 6-0, 78' Hans Bouwmeester 7-0, 81' Jan Meerman 7-1, 84' Wim Jansen 8-1 |
| 6 september 1980 | FC Den Bosch '67 – Rheden    | 3 – 0 (2 – 0)              | 26' Dick Salm 1-0, 41' Wim van der Horst 2-0, 47' Martin Breuer 3-0 |
| 6 september 1980 | DETO – DS '79                | 2 – 5 (1 – 2)              | 9' Anne Kuper 1-0, 22' Epi Drost (pen) 1-1, 43' Anne Evers 1-2, 47' Anne Evers 1-3, 61' Geert Schipper 2-3, 71' Epi Drost 2-4, 81' Huub Smeets 2-5                                                                     |
| 6 september 1980 | Fortuna Sittard – SC Cambuur | 2 – 0 n.v.                 | 92' Joop Titaley 1-0, 115' Joop Titaley 2-0 |
| 6 september 1980 | sc Heerenveen – ACV          | 3 – 2 (1 – 2)              | 7' Bert Hooyer 0-1, 14' Boy Nijgh 1-1, 26' Hans Huisman 1-2, 56' Eddy Bosman 2-2, 65' Eddy Bosman 3-2 |
| 6 september 1980 | SC Veendam – Helmond Sport   | 2 – 0 (1 – 0)              | 32' Rolf Veneboer 1-0, 87' Henk Schoonbeek 2-0 |
| 6 september 1980 | FC Volendam – Noordwijk      | 3 – 1 (0 – 1)              | 37' Ruud Bröring 0-1, 62' Co Stout 1-1, 67' Wim Tol 2-1, 89' Paul Stam 3-1 |
| 7 september 1980 | Caesar – SC Amersfoort       | 2 – 5 n.v. (2 – 2) (1 – 1) | 11' Fred Hartgens 1-0, 15' Jos Brink 1-1, 64' Jos Brink 1-2, 71' Fer Meuser 2-2, 95' Jakob Melessen 2-3, 102' Jan van Leijenhorst 2-4, 118' Rob Snijders 2-5                                                           |
| 7 september 1980 | De Graafschap – Telstar      | 2 – 3 (0 – 2)              | 33' Theo van Seggelen 0-1, 39' Theo van Seggelen 0-2, 63' Cor Plaisier 0-3, 73' Hans Polko 1-3, 84' Hans Polko 2-3 |
| 7 september 1980 | Haarlem – Vitesse            | 3 – 0 (1 – 0)              | 31' Martin Haar 1-0, 81' Ruud Gullit 2-0, 83' Terry Hendriks 3-0 |
| 7 september 1980 | Rohda Raalte – Eindhoven     | 1 – 1 n.v. (1 – 1) (1 – 1) | 31' Adrie van Rijsingen 0-1, 36' Ad Vaartjes 1-1 Rohda Raalte wint na strafschoppen |
| 7 september 1980 | SVV – DESK                   | 5 – 1 (1 – 1)              | 17' Ad Verstijnen 0-1, 32' Jos Zoetmulder 1-1, 60' Harry Meijboom 2-1, 75' Ad van der Vlist 3-1, 76' Cor Peitsman 4-1, 82' Harry Meijboom 5-1                                                                          |
| 7 september 1980 | FC Vlaardingen '74 – Xerxes  | 4 – 2 (2 – 2)              | 11' Cor Huigen 0-1, 16' Paul Koolen 1-1, 24' Piet den Boer 1-2, 36' Patrick Meynhard van Schoor 2-2, 51' Rob Snijders 3-2, 66' Rob Snijders 4-2                                                                        |
| 7 september 1980 | FC VVV – SC Heracles '74     | 4 – 2 n.v. (2 – 2) (2 – 1) | 20' Stefan Kurcinac 1-0, 21' Hans Coort 2-0, 26' Geke van Dijk 2-1, 53' Hannes Lalopua 2-2, 105' Willy Bothmer 3-2, 111' Frans Nijssen 4-2                                                                             |

## Tweede ronde
| Datum            | Wedstrijd                      | Uitslag                    | Scoreverloop |
| ---------------- | ------------------------------ | -------------------------- | --- |
| 15 november 1980 | AZ '67 – sc Heerenveen         | 4 – 1 (1 – 0)              | 11' Jan Peters 1-0, 48' Bert Gotink 1-1, 62' Jan Peters 2-1, 74' Jan Peters 3-1, 81' Kees Kist 4-1 |
| 15 november 1980 | FC Den Bosch '67 – FC Utrecht  | 2 – 4 (1 – 2)              | 22' Leo van Veen 0-1, 25' Gerard Aichorn 1-1, 28' Joop Wildbret 1-2, 60' Emiel Monsanto 2-2, 73' Gert Kruys 2-3, 81' Gerard van der Lem 2-4 |
| 15 november 1980 | Go Ahead Eagles – Rohda Raalte | 9 – 3 (2 – 2)              | 4' Frans Leushuis 0-1, 11' Cees van Kooten 1-1, 26' Jo Körver 2-1, 34' Ad Vaartjes 2-2, 46' Jaan de Graaf 3-2, 59' Gerard Hullegie 4-2, 68' Jo Körver 5-2, 69' Jaan de Graaf 6-2, 74' Cees van Kooten 7-2, 77' Gerard Velderman 7-3, 84' Cees van Kooten (pen) 8-3, 87' Cees van Kooten 9-3 |
| 15 november 1980 | MVV – FC Amsterdam             | 3 – 0 (1 – 0)              | 22' Cees Schapendonk 1-0, 65' Willy van Bommel 2-0, 90' Jean Maas 3-0 |
| 16 november 1980 | Ajax – SVV                     | 3 – 0 (0 – 0)              | 49' Wim Kieft 1-0, 62' Wim Kieft 2-0, 89' Wim Kieft 3-0 |
| 16 november 1980 | SC Amersfoort – FC VVV         | 2 – 2 n.v. (1 – 1) (1 – 1) | 6' Jaap van Pelt 1-0, 45' Stefan Kurcinac 1-1, 97' Ruud Wetzel 2-1, 98' Willy Bothmer 2-2 FC VVV wint na strafschoppen |
| 16 november 1980 | DS '79 – PSV                   | 0 – 1 (0 – 0)              | 89' Ernie Brandts 0-1 |
| 16 november 1980 | Excelsior – FC Vlaardingen '74 | 2 – 2 n.v. (1 – 1) (0 – 1) | 14' Patrick Meynhard van Schoor 0-1, 77' Makkie Nijssen 1-1, 97' Patrick Meynhard van Schoor 1-2, 110' Simon van Vliet 2-2 FC Vlaardingen '74 wint na strafschoppen |
| 16 november 1980 | Feyenoord – SC Veendam         | 5 – 1 (2 – 0)              | 16' Pierre Vermeulen 1-0, 45' Richard Budding 2-0, 47' René Notten 3-0, 68' Wim van Zinnen 4-0, 72' Wim Swart 4-1, 76' Jan Peters 5-1 |
| 16 november 1980 | Fortuna Sittard – Roda JC      | 1 – 2 (1 – 1)              | 10' Hans Engbersen 1-0, 20' John Eriksen 1-1, 65' Dick Nanninga 1-2 |
| 16 november 1980 | FC Haarlem – NAC               | 2 – 2 n.v. (2 – 2) (2 – 1) | 10' Ruud Gullit 1-0, 18' Martien Vreijsen 1-1, 30' Alwin Leysner 2-1, 64' Ton Sprangers 2-2 FC Haarlem wint na strafschoppen |
| 16 november 1980 | N.E.C. – FC Groningen          | 0 – 1 (0 – 1)              | 27' Ronald Koeman (pen) 0-1 |
| 16 november 1980 | Sparta Rotterdam – PEC Zwolle  | 2 – 2 n.v. (1 – 1) (1 – 0) | 82' René van der Gijp 1-0, 82' Peter van der Hengst 1-1, 104' Ruud Geels 2-1, 118' Gerard van Moorst 2-2 PEC Zwolle wint na strafschoppen |
| 16 november 1980 | Telstar – Willem II            | 2 – 2 n.v. (1 – 1) (0 – 0) | 66' Rob van der Meer 1-0, 83' Rob Landsbergen 1-1, 109' Rob Landsbergen 1-2, 118' Cor Plaisier 2-2 Willem II wint na strafschoppen |
| 16 november 1980 | FC Twente – FC Volendam        | 1 – 0 (0 – 0)              | 80' Ferdi Rohde 1-0 |
| 16 november 1980 | FC Wageningen – FC Den Haag    | 4 – 1 (2 – 1)              | 12' Rob McDonald 1-0, 21' Henk van Leeuwen 1-1, 44' Rob McDonald 2-1, 64' Gerdo Hazelhekke 3-1, 71' Rob McDonald 4-1 |

## Derde ronde
| Datum           | Wedstrijd                   | Uitslag                    | Scoreverloop |
| --------------- | --------------------------- | -------------------------- | --- |
| 24 januari 1981 | AZ '67 – FC Vlaardingen '74 | 5 – 2 (1 – 0)              | 21' Kees (Pier) Tol 1-0, 60' John Metgod 2-0, 64' Richard van der Meer (e.d.) 2-1, 64' Kees Kist 3-1, 64' Kees Kist (pen) 4-1, 75' Patrick Meynhard van Schoor 4-2, 89' Kristen Nygaard 5-2 |
| 24 januari 1981 | Go Ahead Eagles – MVV       | 3 – 1 (2 – 0)              | 9' Jo Körver 1-0, 31' Leendert de Goeij 2-0, 75' Tommy Kristiansen 3-0, 90' Bert van Marwijk 3-1                                                                                            |
| 24 januari 1981 | PSV – Roda JC               | 4 – 0 (2 – 0)              | 1'Jan Poortvliet 1-0, 39' Paul Postuma 2-0, 62' Paul Postuma 3-0, 67' Paul Postuma 4-0 |
| 25 januari 1981 | Ajax – FC Twente            | 5 – 1 (2 – 0)              | 26' Wim Kieft 1-0, 32' Frank Arnesen (pen) 2-0, 62' Wim Kieft 3-0, 68' Frank Arnesen 4-0, 79' Wim Kieft 5-0, 80' Hallvar Thoresen (pen) 5-1                                                 |
| 25 januari 1981 | Feyenoord – FC Haarlem      | 3 – 3 n.v. (2 – 2) (1 – 1) | 33' Pierre Vermeulen 1-0, 42' Terry Hendriks 1-1, 47' Jan Peters 2-1, 90' Joop Böckling 2-2, 101' Ivan Nielsen 3-2, 112' Alwin Leysner 3-3 FC Haarlem wint na strafschoppen                 |
| 25 januari 1981 | FC Groningen – FC VVV       | 3 – 2 (1 – 2)              | 15' Peter Houtman 1-0, 18' Mario Verlijsdonk 1-1, 34' Peter Ressel 1-2, 72' Walter Waalderbos 2-2, 76' Peter Houtman 3-2                                                                    |
| 25 januari 1981 | Willem II – FC Utrecht      | 2 – 1 (0 – 0)              | 69' André Broeks (e.d.) 0-1, 83' Arthur Hoyer 1-1, 85' Bud Brocken 2-1 |
| 4 februari 1981 | FC Wageningen – PEC Zwolle  | 0 – 3 (0 – 2)              | 11' Peter van der Hengst 0-1, 25' Ron Jans 0-2, 65' Peter van der Hengst 0-3 |

## Kwartfinales
| Datum            | Wedstrijd                    | Uitslag       | Scoreverloop                                                       |
| ---------------- | ---------------------------- | ------------- | ------------------------------------------------------------------ |
| 25 februari 1981 | Ajax – FC Groningen          | 3 – 0 (0 – 0) | 52' Tscheu La Ling 1-0, 75' Dick Schoenaker 2-0, 85' Wim Kieft 3-0 |
| 25 februari 1981 | Go Ahead Eagles – PEC Zwolle | 1 – 1 (0 – 0) | 57' Cees van Kooten 1-0, 62' Uiltje (Koko) Hoekstra 1-1            |
| 25 februari 1981 | FC Haarlem – AZ '67          | 1 – 1 (1 – 1) | 1' Terry Hendriks 1-0, 4' Kurt Welzl 1-1                           |
| 25 februari 1981 | Willem II – PSV              | 0 – 1 (0 – 1) | 30' Jan Poortvliet 0-1                                             |

replay
| Datum         | Wedstrijd                    | Uitslag                    | Scoreverloop                                                                                |
| ------------- | ---------------------------- | -------------------------- | ------------------------------------------------------------------------------------------- |
| 11 maart 1981 | PSV – Willem II              | 2 – 0 (0 – 0)              | 62' Willy Janssen 1-0, 72' René van de Kerkhof 2-0                                          |
| 18 maart 1981 | FC Groningen – Ajax          | 1 – 1 (0 – 0)              | 54' Wim Kieft 0-1, 77' Ronald Koeman 1-1                                                    |
| 21 maart 1981 | PEC Zwolle – Go Ahead Eagles | 1 – 2 n.v. (1 – 1) (0 – 0) | 46' Cees van Kooten 0-1, 64' Ron Jans 1-1, 112' Dick Schneider (pen) 1-2                    |
| 1 april 1981  | AZ '67 – FC Haarlem          | 3 – 1 (1 – 0)              | 28' Kees (Pier) Tol 1-0, 46' Kristen Nygaard 2-0, 48' Alwin Leysner 2-1, 90' Jan Peters 3-1 |

## Halve finales
| Datum         | Wedstrijd                | Uitslag       | Scoreverloop                                                                                        |
| ------------- | ------------------------ | ------------- | --------------------------------------------------------------------------------------------------- |
| 15 april 1981 | Go Ahead Eagles – AZ '67 | 2 – 2 (2 – 0) | 35' Jo Körver 1-0, 39' Jaan de Graaf 2-0, 76' John Metgod 2-1, 80' Kurt Welzl 2-2                   |
| 15 april 1981 | PSV – Ajax               | 2 – 2 (1 – 1) | 12' Erwin Koeman 1-0, 29' Wim Kieft 1-1, 72' Frank Arnesen (pen) 1-2, 80' Willy van der Kuijlen 2-2 |

replay
| Datum       | Wedstrijd                | Uitslag       | Scoreverloop |
| ----------- | ------------------------ | ------------- | --- |
| 5 mei 1981  | Ajax – PSV               | 2 – 1 (2 – 0) | 26' Søren Lerby 1-0, 29' Piet Hamberg 2-0, 81' Paul Postuma 2-1                                                                                              |
| 12 mei 1981 | AZ '67 – Go Ahead Eagles | 6 – 1 (3 – 1) | 9' Han Unaola 0-1, 10' Ronald Spelbos (pen) 1-1, 25' Kurt Welzl 2-1, 52' Kristen Nygaard 3-1, 75' Kurt Welzl 4-1, 80' Hugo Hovenkamp 5-1, 87' Kurt Welzl 6-1 |

## Finale
|                               |                      |               |                                                     |                                                                                 |
| 28 mei 1981 Finale KNVB Beker | Ajax                 | 1 – 3 (0 – 1) | AZ '67                                              | Olympisch Stadion, Amsterdam Toeschouwers: 36.000 Scheidsrechter: Gerard Geurds |
| 28 mei 1981 Finale KNVB Beker | Gerald Vanenburg 52' |               | 23' Pier Tol 58' Ronald Spelbos 73' Kristen Nygaard | Olympisch Stadion, Amsterdam Toeschouwers: 36.000 Scheidsrechter: Gerard Geurds |

| Ajax | AZ '67 |

| Ajax:          |                    |     |
|                |                    |     |
| DM             | Piet Schrijvers    |     |
| RB             | Frank Rijkaard     |     |
| CV             | Sten Ziegler       |     |
| CV             | Kees Zwamborn      | 46' |
| LB             | Wim Jansen         |     |
| RM             | Henning Jensen     | 46' |
| CM             | Frank Arnesen      |     |
| LM             | Søren Lerby        |     |
| RV             | Tscheu La Ling     |     |
| CF             | Wim Kieft          |     |
| LV             | Martin Wiggemansen |     |
| Wisselspelers: |                    |     |
| RB             | Jan Weggelaar      | 46' |
| RM             | Gerald Vanenburg   | 46' |
| Trainer:       |                    |     |
| Aad de Mos     |                    |     |

| AZ '67:      |                      |
|              |                      |
| DM           | Eddy Treijtel        |
| RB           | Richard van der Meer |
| CV           | John Metgod          |
| CV           | Ronald Spelbos       |
| LB           | Hans Reijnders       |
| RM           | Peter Arntz          |
| CM           | Jan Peters           |
| CM           | Kristen Nygaard      |
| LM           | Jos Jonker           |
| SP           | Kees Kist            |
| SP           | Pier Tol             |
| Trainer:     |                      |
| Georg Keßler |                      |

| KNVB Beker 1980/81  |
| ------------------- |
| AZ '67 Tweede titel |